# پاستیلا
پاستیلا به زبان عامیانه پتیلا یک دسر معروف و قدیمی کشور روسیه است که با فشردن میوه‌های مختلف و ترکیب آن با عسل یا شکر به دست می‌آید.

## تاریخ
اختلاف نظر زیادی از مبدأ این دسر معروف وجود دارد، اما بیشتر کارشناسان غذایی معتقدند که پاستیلا از لهستان به روسیه وارد شده و پس از آن به در زمان اتحاد جماهیر شوروی به کشورهای بلوک شرق راه پیدا کرده‌است.
در قرن‌های گذشته این دسر در دو نوع ارزان و گران عرضه شده‌است. نوع ارزان آن با عسل کم کیفیت و برای مردم عادی و نوع گران آن با عسل باکیفیت یا شکر برای اشراف روس و خانواده سلطنتی ساخته شده‌است.
طبق منابع تاریخی پاستیلا یکی از اولین دسرهای میوه ای فراگیر در روسیه می‌باشد که در دورهمی‌های مختلف در کنار چای و قهوه مورد استفاده قرار می‌گرفته‌است.

## در فرهنگ
اشعار مختلعی در ستایش از پاستیلا موجود است که اکثر آن‌ها در قرن ۱۸ و ۱۹ میلادی سروده شده‌است. یک مسابقه ورزشی هم با هدف احیای این دسر در کنار اولین کارخانه تولید انبوه پاستیلا در روسیه برگزار شد و توانست توجه سرآشپز‌های معروف را جلب کند.